# Педра-Прета (Риу-Гранди-ду-Норти)
Педра-Прета (порт. Pedra Preta) — муниципалитет в Бразилии, входит в штат Риу-Гранди-ду-Норти. Составная часть мезорегиона Центр штата Риу-Гранди-ду-Норти. Входит в экономико-статистический микрорегион Анжикус. Население составляет 2948 человек на 2006 год. Занимает площадь 294,979 км². Плотность населения — 10,0 чел./км².

## Статистика
- Валовой внутренний продукт на 2003 год составляет 5 241 623,00 реалов (данные: Бразильский институт географии и статистики).
- Валовой внутренний продукт на душу населения на 2003 год составляет 1806,21 реалов (данные: Бразильский институт географии и статистики).
- Индекс развития человеческого потенциала на 2000 год составляет 0,575 (данные: Программа развития ООН).